# 阿布 (作家)
阿布（1986年—），本名劉峻豪，台灣詩人、散文家、精神科醫師，長庚大學醫學士（MD）、國立東華大學華文文學研究所藝術碩士（MFA），曾獲聯合報文學獎、時報文學獎、香港青年文學獎首獎、年度全國優秀青年詩人獎等，作品入選年度臺灣詩選與年度散文選、《新世紀新世代詩選》。  著有詩集《Jamais vu似陌生感》、《Déjà vu 似曾相識》、散文集《實習醫生的祕密手記》、《來自天堂的微光》等。吳明益在其散文集《萬物皆有裂縫》的推薦序如此評論：「一個能思考死亡，而不只是對抗死亡的醫師，也有可能接近哲學家與詩人的」。

## 外部連結
阿布Facebook粉絲專頁 （页面存档备份，存于）